# Runenstein von Vester Tørslev

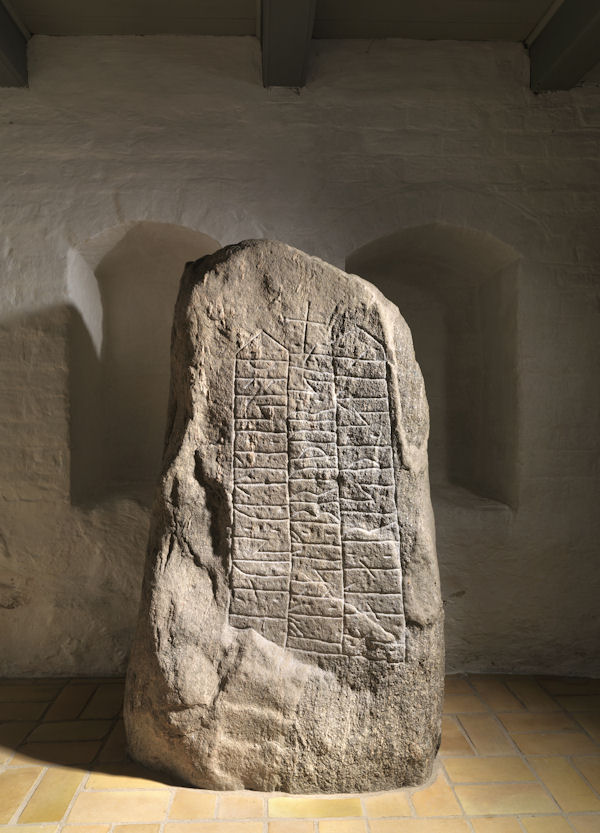
Runenstein von Vester Tørslev

Der Runenstein von Vester Tørslev (Nr. DK 124 - DK MJy 52) steht seit 1870 im Karnhaus der Kirche von Vester Tørslev, einem kleinen Dorf im mittleren Jütland, gleich weit entfernt, aber südlich von Hobro und Mariager in Dänemark. Der Runenstein aus Granit stand vermutlich ursprünglich westlich des Ortes an der Straße zwischen Vester Tørslev und Gettrup, nördlich des Glenstrup Sees. Der Stein ist 1,54 m hoch, 0,8 m breit und unten 0,45 m dick.
Die dreizeilige, senkrecht aufgebrachte Inschrift lautet:
Die Sprache ist Altdänisch und der Text wurde im so genannten kurzen oder jüngeren skandinavischen Futhark geschrieben. Mehrere Zeichen dieses aus 16 Zeichen bestehenden Alphabetes haben mehr als eine Bedeutung. Deshalb ist es nicht möglich zu entscheiden, ob der Bruder Asulv oder Aslef hieß. Aufgrund der Runen kann der Stein auf das 10. oder die erste die Hälfte des 11. Jahrhunderts datiert werden. Er ist jedoch kein Grabstein, sondern ein Denkmal „zum ewigen Lob“ des Verstorbenen und der Person, die es errichtete. Ein von einem Freund oder einem Verwandten errichteter Stein, ist ein so genannter Freundschaftsstein. Der Brauch ist in einem Lied des Hávamál (Odins Rede 75 und 76) aufgezeigt, das eine Sammlung von Verhaltensregeln aus dem 9. oder 10. Jahrhundert darstellt.
Das Vieh stirbt, die Freunde sterben,

Endlich stirbt man selbst;

Doch nimmer mag ihm der Nachruhm sterben,

Welcher sich guten gewann.

Das Vieh stirbt, die Freunde sterben,

Endlich stirbt man selbst;

Doch eines weiß ich, daß immer bleibt:

Das Urteil über den Toten.
Derartige Runensteine wurden an den Stellen errichtet, an denen vielen Leute verkehrten.